# Sium diversifolium
Sium diversifolium är en flockblommig växtart som beskrevs av H.Wolff. Sium diversifolium ingår i släktet vattenmärken, och familjen flockblommiga växter. Inga underarter finns listade i Catalogue of Life.